# Pancréatine
La pancréatine est une poudre obtenue à partir de suc pancréatique lyophilisé. Elle possède les différentes activités hydrolytiques du suc : amylase pancréatique, trypsine, chymotrypsine et lipases Elle permet de digérer (chimiquement), à l'aide des sels biliaires qui font une digestion mécanique, en entourant les particules de lipides qui ont été fragmentées par les sels biliaires).